# Гельминтозы
Гельминто́зы (лат. helminthosis, ед. ч.; от др.-греч. ἕλμινς или ἕλμινθος — паразитный червь, глист + -osis) — паразитарные болезни человека, животных и растений, вызываемых гельминтами — паразитическими червями.

## Возбудители гельминтозов
У человека зарегистрировано более 400 видов гельминтов, относящихся к типам Нематоды, Плоские черви (два класса, специально приспособившиеся к паразитированию - ленточные черви и трематоды), Скребни и Кольчатые черви.
Плоские черви включают в себя несколько классов, ведущих исключительно паразитический образ жизни. У человека паразитируют представители классов Трематоды и Ленточные черви (Цестоды). Трематоды вызывают болезни — трематодозы, ленточные черви вызывают цестодозы, моногенеи — моногеноидозы (последние человека не поражают).
Среди кольчатых червей медицинское значение имеют пиявки, вызывающие гирудиноз.
Скребни вызывают акантоцефалезы.
Нематоды вызывают у человека и животных различные нематодозы.
Перечень червей-паразитов человека включает более 400 видов гельминтов, в т.ч:
- тип Плоские черви — 207 видов, в том числе:
  - класс Ресничные черви — 3 вида,
  - класс Трематоды — 141 вид
  - класс Цестоды — 63 вида,
- тип Круглые черви — 145 видов,
- тип Волосатики — 24 вида,
- тип Скребни — 7 видов.
- тип Кольчатые черви, класс Пиявки (лат. Hirudinea) — минимум 16 видов.

Различают биогельминтозы и геогельминтозы:
- Биогельминтозы — это заболевания, при которых биологический цикл развития паразита (гельминта) обязательно проходит в организме других живых существ, кроме человека. Различают конечных хозяев, в организме которых происходит развитие гельминтов до половозрелой стадии, а также промежуточных, где паразит пребывает в стадии личинки или происходит его размножение бесполым путём. Человек чаще является конечным хозяином, реже — промежуточным.
- Геогельминтозы — инвазии, возбудители которых проходят развитие без участия промежуточного хозяина. Выделившиеся из организма яйца или личинки геогельминта развиваются до инвазионной стадии в почве.

## Распространение
Гельминтозы распространены от арктических широт до экватора. Гельминтами заражено более миллиарда человек.
Человек заражается в основном через пищу и воду, иногда (при анкилостомидозах, шистосомозах), паразиты внедряются через кожу. Трансмиссивно передаются возбудители филяриатозов. Реже, яйца паразитов заглатываются или вдыхаются с воздухом и пылью.
Источником возбудителя инвазии при гельминтозах является организм, в котором паразит достигает половой зрелости и продуцирует яйца (личинки). При антропонозах им является только человек; при зоонозах, как правило, домашние и дикие животные, а также человек; при некоторых зоонозах (эхинококкоз, трихинеллез) — только животные.
Заражение от человека к человеку наблюдается при энтеробиозе, гименолепидозе, стронгилоидозе.
Человек может быть окончательным и промежуточным хозяином гельминтов.

## Патология
По локализации различают просветные гельминтозы, в том числе кишечные — аскаридоз, трихоцефалез, стронгилоидоз, тениаринхоз и др.; гельминтозы гепатобилиарной системы — описторхоз, клонорхоз, фасциолез; легочные гельминтозы — парагонимозы, томинксоз; тканевые гельминтозы — трихинеллез, шистосомоз, филяриатозы, токсокарозы. См. также Офтальмогельминтозы.
Гельминты поражают любые органы и ткани человека. В основе патогенеза — сенсибилизация организма продуктами обмена и распада паразитов, механические повреждения и т. д.
Различают раннюю (острую) и позднюю (хроническую) стадии течения болезни. Патогенез ранней стадии болезни определяется токсико-аллергизирующим воздействием ферментов, продуктов обмена личиночных форм гельминтов, а также эндогенными факторами воспаления (активированные в результате инвазии). Параллельно с неспецифической воспалительной реакцией развивается аллергическая реакция на антигены гельминтов. Патогенез хронической стадии болезни определяется видом гельминта, его локализацией, интенсивностью инвазии.
При гельминтозах отмечается уменьшение выработки инсулин-подобного фактора роста (IGF-1) и увеличение фактора некроза опухоли-a (TNT-a), а также уменьшение синтеза коллагена, что способствует снижению аппетита, уменьшению процессов всасывания в кишечнике, задержке роста и отставанию в умственном и физическом развитии. Существенное значение имеет также хроническая постоянная микрокровопотеря, в частности, из кишечника при анкилостомидозах и через желчные протоки при трематодозах печени, при которых также происходит и потеря с желчью аминокислот.
Гельминтозы ухудшают течения сопутствующих заболеваний, негативно сказываются на росте, развитии и трудоспособности человека, угнетают его иммунную и нервную систему.
Новые данные показали, что кишечные гельминты способствуют высвобождению Th2 цитокинов, которые подавляют цитокины Th1, в связи с чем лица, инвазированные гельминтозами, более подвержены инфицированию, в частности, заболеванию туберкулёзом после инфицирования M. tuberculosis.
В наибольшей степени патогенное влияние гельминтозов отражается на беременных и детях из бедных слоев населения с неполноценным питанием. Инвазии ведут к снижению трудовой деятельности в старших возрастах и в целом наносят существенный медико-социальный и экономический ущерб.
Гельминтозы снижают эффективность вакцинации.
Некоторые гельминтозы (шистосомозы, описторхоз, клонорхоз, см. Трематодозы) могут способствовать канцерогенезу (см. также Паразитарная теория рака).
Продукты метаболизма гельминтов способствуют изменению биоценоза кишечника и увеличению доли условно-патогенной и патогенной микрофлоры.
Прогноз зависит от возбудителя, интенсивности инвазии, органа-мишени. Прогноз серьёзный в случае поражения ЦНС, глаз, сердца.

## Клиническая картина
Клиника острой стадии гельминтозов развивается обычно через 2—4 недели, реже — 1—6 недель после заражения. Характерны лихорадка, высыпания на коже экссудативного, полиморфного характера, конъюнктивит, отечность лица, поражение верхних дыхательных путей, летучие инфильтраты в лёгких, иногда жидкий стул, у детей — ангина, лимфаденопатия; при массивных инвазиях возникают очаговые, нередко мигрирующие пневмонии, плевропневмония, бронхоспазм, миокардит, гепатит, поражение ЦНС (менингоэнцефалит, иногда — тромбозы сосудов мозга). Наиболее постоянным признаком (иногда — единственным) является высокая эозинофилия (от 20—30 до 80—90 %), сочетающаяся при интенсивной инвазии с лейкоцитозом (12,0—30,0×109/л). Уровень эозинофилии соответствует интенсивности заражения и реактивности больного.
При тяжёлом течении острой стадии гельминтозов % эозинофилов снижается, лейкоцитоз определяется высоким нейтрофилезом. Анэозинофилия при тяжёлом течении болезни является плохим прогностическим признаком.
В зависимости от тяжести течения болезни при отсутствии специфического лечения клиническая симптоматика острой стадии продолжается от 1 недели до 2—4 месяцев, после чего при хронически протекающих гельминтозах наступает второй латентный период или болезнь непосредственно переходит в хроническую стадию.
Клиническая картина хронической стадии гельминтозов определяется видовыми особенностями гельминта. При гельминтозах с репродукцией личинок (стронгилоидоз, филяриатозы) в значительной степени сохраняются аллергические проявления. Последние всегда сопутствуют ларвальным гельминтозам (токсокароз, ларвальный парагонимоз, larva migrans visceralis, larva migrans cutanea). При однокамерном эхинококкозе аллергические реакции вплоть до анафилактического шока возникают при разрыве кист паразита. При отсутствии личиночных форм клиническая картина зависит от локализации, размеров, числа особей гельминта.
Нематодозы и цестодозы при поражении кишечника протекают с относительно умеренными абдоминальными болями, диспептическими расстройствами; при гельминтозах с поражением билиарной системы более выражены боли в верхней части живота, в правом подреберье, иногда по типу желчной колики (при фасциолезе), нередки снижение трудоспособности, общая слабость, астенизация, более выраженная в детском возрасте. Для анкилостомозов характерна микроцитарная железодефицитная анемия, гипопротеинемия, которая иногда наблюдается и при гельминтозах с поражением билиарной системы. При дифиллоботриозе отмечают макроцитарную гиперхромную анемию, часто ахилию желудка.
Наиболее тяжело протекают ларвальные гельминтозы вследствие множественного поражения лёгких, сердца, почек, головного мозга, глаз и др. (однокамерный эхинококкоз, цистицеркоз) или агрессивного роста и метастазов зародышей или яиц паразита (альвеококкоз, парагонимоз). Тяжело протекают тропические гельминтозы — шистосомозы, филяриатозы.
Длительность хронической стадии гельминтозов в очагах трудно определить из-за супер- и реинвазий.

## Борьба, лечение
Борьба с гельминтозами включает в себя лечение больных путём дегельминтизации, иногда удаления паразитов, борьбы ветеринаров, СЭС и т. д. с источниками инвазии, повышение навыков личной гигиены, заменой ямных туалетов унитазами, правильное приготовление еды.

## Иммунитет
Иммунитет при гельминтозах нестерилен. В эндемичных зонах он проявляется ограниченной выраженностью клинических проявлений инвазии, в большей степени — ограничением интенсивности суперинвазий.
Одной из важных причин органных и системных поражений, особенно при тканевых гельминтозах, является образование иммунных комплексов, которые активизируют медиаторные системы (комплемента, цитокинов и др.). Наряду со стимуляцией иммунного ответа гельминты оказывают иммуносупрессивное действие, что способствует их выживанию в организме хозяина. Состояние иммунодефицита при гельминтозах отрицательно влияет на резистентность человека к бактериальным, вирусным и др. инфекциям.
После спонтанного выздоровления или дегельминтизации специфические антитела против гельминтов обычно исчезают через 6-12 мес.